# Pascal Schmuki
Pascal Schmuki, född den 3 april 2004, är en schweizisk innebandysspelare som spelar för svenska Storvreta och schweiziska landslaget.
Pascal Schmuki ingick i det schweiziska landslaget som kom på fjärde plats i World Games år 2025.